# Списак места која су добила име по Кристифору Колумбу
Због заслуга које је Кристифор Колумбо имао за откривање Новог света, следећа места су названа по њему:
- Колумбија - држава у Јужној Америци
- Британска Колумбија - покрајина у Канади
- Колумбија дистрикт (District of Columbia)
- Колумбија – област у америчкој држави Пенсилванији
- Колумбија - река у САД, држава Орегон притока Тихог океана
- Колумбија - место у америчкој држави Мериленд
- Колумбија - град у америчкој држави Мисури
- Колумбија - град у америчкој држави Јужној Каролини
- Колумбија – главни град покрајине Лас Тунас, Куба
- Колумбија - главни град департмана Huila у Колумбија
- Колумбија - универзитет у Њујорку
- Колон - провинција у Панами
- Колон - град у Панами
- Колон - град у Венецуели
- Коломбо - главни град Сри Ланке
- Коломбо - град у обласи Парана, Бразилу
- Коломбо - кратер на Месецу
- Колумбус Охајо - град у америчкој држави Охају
- Колумбус - град у америчкој држави Џорџији
- Колумбус - град у америчкој држави Индијани
- Колумбус - град у америчкој држави Мисисипи
- Колумбус - град у америчкој држави Висконсин
- Колумбијана - област у америчкој држави Охају
- Колумбијана - град у америчкој држави Охају
- Кристобал Колон - планина у Колумбији